# Irina Saratovtseva
Irina Saratovtseva (Almaty, 23 de julio de 1989) es una portera de fútbol kazaja que juega actualmente en el Zvezda Perm, en Rusia.
Saratovtseva empezó su carrera a los 13 años en Kazajistán, en el Akku Astana y el Alma KTZ. Debutó en la Liga de Campeones en 2008, con el KTZ. En 2009 fichó por el Zvezda Perm ruso, con el que fue subcampeona de Europa. También jugaba en la selección kazaja. 
En 2010 el Sporting de Huelva la fichó, pero dejó el equipo en el mercado de invierno. En un comunicado el club se mostró decepcionado con su rendimiento. Saratovtseva regresó a Rusia, donde actualmente vive su segunda etapa en el Zvezda.

## Carrera
- Akku Astana (2002-06), Alma KTZ (2006-09), Zvezda Perm (2009-10), Sporting Huelva (2010), Energiya Voronezh (2011-12), Alfa-09 Kaliningrado (2012), Zvezda Perm (2013- )